# Cerkev svetega Nikolaja, Gent
Cerkev svetega Nikolaja (nizozemsko Sint-Niklaaskerk) je ena najstarejših in najpomembnejših znamenitosti v Gentu v Belgiji. Gradnja se je začela v začetku 13. stoletja kot zamenjava za prejšnjo romansko cerkev in se je nadaljevala v naslednjem stoletju v šeldskem gotskem slogu (imenovan po bližnji reki Šeldi). Za ta slog so značilni uporaba modro-sivega kamna z območja Tournai, en velik stolp nad križiščem in vitki stolpiči na vogalih stavbe.
Zgrajena je v starem trgovskem središču v Gentu ob živahnem Pšeničnem trgu (Korenmarkt). Cerkev je bila priljubljena pri cehih, katerih člani so svoje dejavnosti opravljali v bližini. Cehi so imeli svoje kapele, ki so bile v 14. in 15. stoletju dodane ob strani cerkve.
Osrednji stolp, ki ga je deloma financiralo mesto, so uporabljali za opazovalno postajo, nosil je mestne zvonove, dokler ni bil zgrajen sosednji zvonik v Gentu. Ta dva stolpa skupaj s stolnico svetega Bava še vedno krasijo znamenito srednjeveško nebo v središču mesta. Eden od zakladov cerkve so orgle, ki jih je izdelal znani francoski izdelovalec orgel Aristide Cavaillé-Coll.

## Arhitektura
Zgrajena je iz modrega kamna, značilnega za regijo okoli Tournaija, navdušuje z vitkostjo svojih razsežnosti in visokim osrednjim stolpom, katerega klet je bila zasnovana v smeri lanterne med tremi ladjami v notranjosti, medtem ko cerkveni zvonovi visijo v zgornjem nadstropju. Vse fasade in stolp nad križiščem so okvirjeni ali utrjeni z majhnimi stranskimi stolpiči s poudarjenimi koničastimi strehami. Stebri iz notranjosti cerkve niso, kot je to v navadi pri takratni cerkveni arhitekturi v Franciji, zasnovani kot snop stebrov, ampak so opečni in nato obloženi s stebri, tankimi polstebri, da se zdi, da nosijo obok. Glavna ladja ima značilne tridelne gotske stene z arkadno cono, triforijem in svetlobnim nadstropjem, slednji dve pa sta v primerjavi z arkadnim območjem močno znižani. Cerkev ima transept in korni obhod, vendar brez venca kapel.

## Oprema
Baročni glavni oltar prikazuje sliko, ki jo uokvirjajo štirje salomonski stebri in ki prikazuje čudež svetega Nikolaja, ki nosi škofovsko haljo. Iz ambulatorija je dostopen tabernakelj, ki ga obdajajo putti, iz nebes pa gleda Bog Oče. Lesena baročna prižnica je okrašena z bujnimi rezbarijami.

## Obnova
Stavba se je v stoletjih postopoma slabšala, tako da je bila ogrožena njena stabilnost. Razpoke so bile prekrite z ometom, okna so bila obzidana, da bi okrepila stene, v 18. stoletju pa so bile zgrajene majhne hiše in trgovine ob zastarelih fasadah. Okoli leta 1840 se je zanimanje za cerkev kot zgodovinski spomenik povečalo, na prelomu 20. stoletja pa so se pojavili pomembni obnovitveni načrti. Hiše ob cerkvi so bile porušene in od takrat je bilo opravljenih veliko obnovitvenih del.

## Orgle
Orgle v cerkvi so ene najpomembnejših romantičnih orgel v Belgiji . Izdelal jih je znan francoski izdelovalec orgel Aristide Cavaillé-Coll.

### Zgodovina
Pred temi orglami je cerkev imela orgle, ki jih je leta 1840 naredil flamski izdelovalec orgel Pierre Van Pethegem. 
Leta 1850 je François-Joseph Fétis zagovarjal izdelovanje orgel v Belgiji in dobil je podporo dekana Désiréja Ignaca Verduyna. Cavailléja-Colla so prosili, naj pripravi predlog novih, prvih CC-orgel  v Belgiji.
Najprej je Aristide Cavaillé-Coll marca 1853 predlagal dvomanualni instrument, saj bi lahko delno ponovno uporabil material orgel Van Peteghema. Nato je tudi predlagal dvomanualni instrument s skoraj enako razporeditvijo.
3. septembra 1853 pa je predlagal orgle s tremi manuali in 16  cevmi spredaj.
Orgle so nastajale od leta 1853 do leta 1856. Nanje je prvi zaigral Louis James Alfred Lefébure-Wély 11. marca 1856. 

### Obnova
Med obnavljanjem cerkve so bile orgle spravljene v lesen kovček. Nazadnje so nanje igrali leta 1961. Pol stoletja nanje ni bilo mogoče igrati niti jih videti.
Leta 2010 so bile orgle očiščene in ponovno nameščene, nanje pa se še ni dalo igrati, ker je bila vetrnica odstranjena in spravljena.
Leta 2013 so bile orgle hidravlično izravnane in začela se je obnova.

## Galerija
- Vzhodni konec, pogled iz cerkve svetega Bava
- Notranjost
- Oboki s fragmenti fresk
- Slika Eduarda Gaertnerja iz 19. stoletja
- Zahodni konec, pogled z mostu svetega Mihaela
- Cerkev aprila 2007